# Bellium minutum
Bellium minutum là một loài thực vật có hoa trong họ Cúc. Loài này được (L.) L. mô tả khoa học đầu tiên năm 1771.